# Das Lied von Hiawatha

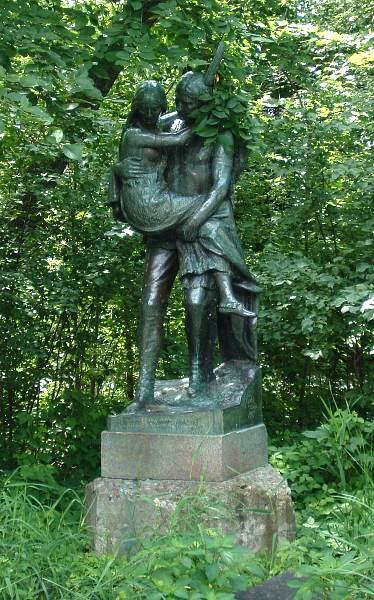
Hiawatha und Minnehaha, Skulptur von Jacob Fjelde im Minnehaha Park in Minneapolis.

Das Lied von Hiawatha (im englischen Original The Song of Hiawatha) ist ein langes Gedicht in Form eines Epos, verfasst von Henry Wadsworth Longfellow (1807–1882). Es erzählt vom Leben des Indianers Hiawatha, der im 16. Jahrhundert gelebt hat.
Nach einer Einleitung schildern 22 Abschnitte Hiawathas Leben von seiner Kindheit über seine Hochzeit mit Minnehaha bis zu seinem Tod. Dabei flocht Longfellow auch weitere Legenden der Indianer mit ein.
Eben das Einbringen weiterer Legenden, aber auch die Metrik des Werks erinnern an das finnische Nationalepos Kalevala. Eine Beeinflussung ist durchaus möglich, da Longfellow vermutlich einige Jahre vor dem Verfassen seines Gedichts etwas Finnisch gelernt und zudem später auch Zugang zu einer Übersetzung des finnischen Werks hatte.
Diese Dichtung Longfellows ist in der Sinfonie Aus der Neuen Welt von Antonín Dvořák musikalisch verarbeitet worden.
Der englische Komponist Samuel Coleridge-Taylor vertonte 1900 drei Szenen, nämlich Hiawathas Hochzeit, den Tod der Minnehaha und Hiawathas Fortgang in drei Kantaten für Orchester, Chor und Solisten.
Walt Disney adaptierte die Figur 1937 für die Silly Symphonies in dem Zeichentrickfilm Little Hiawatha, in Deutschland bekannt unter dem Namen Klein Adlerauge. In der Heftreihe Micky Maus erschien in unregelmäßigen Abständen auch eine Comic-Serie gleichen Namens.
1972 ließ das Komponistenduo Chinn/Chapman Hiawatha in den Glam-Rock Song Wig-Wam Bam der englischen Gruppe Sweet mit einfließen. Auch Mike Oldfield benutzte 1978 Teile aus dem Hiawatha-Poem für sein Album Incantations.